# Diple (Paläographie)

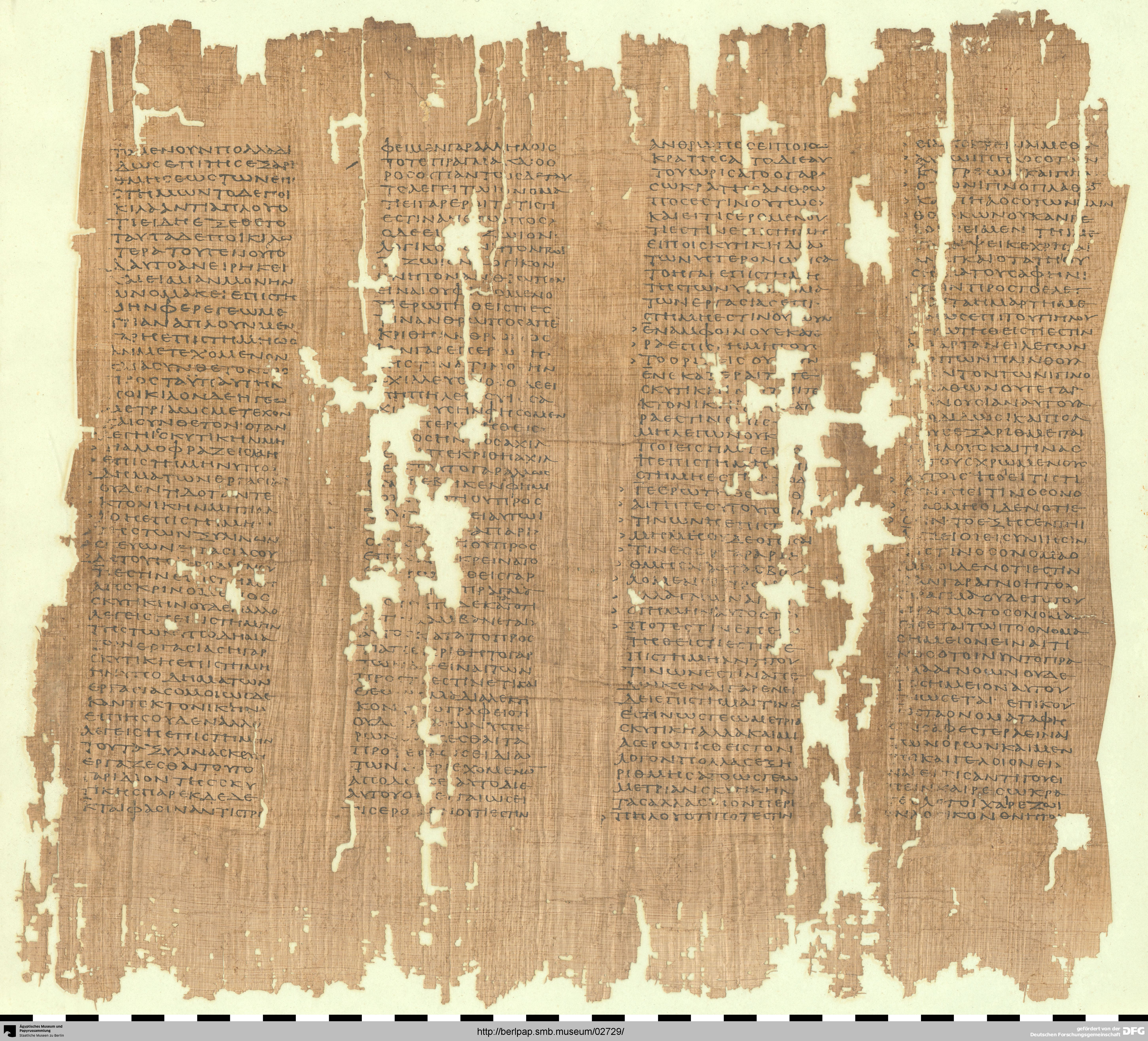
Diplés in einem Theaitetos-Kommentar des 2. Jahrhunderts n. Chr. (P. Berol. 7982)

Die Diple oder Diplé (altgriechisch διπλῆ diplễ „die Doppelte“) ist das Zeichen ›, das in der antiken Philologie dazu verwendet wurde, Zitate zu markieren. 
Ein frühes Beispiel ist der anonyme Theaitetos-Kommentar P. Berol. 7982, eine Schriftrolle, in der mehrfach Zitate aus dem Grundtext mit dem Zeichen › markiert sind: Anfang und Ende des Zitats, aber auch mehrere Zeilen des Zitats am linken Kolumnenrand.

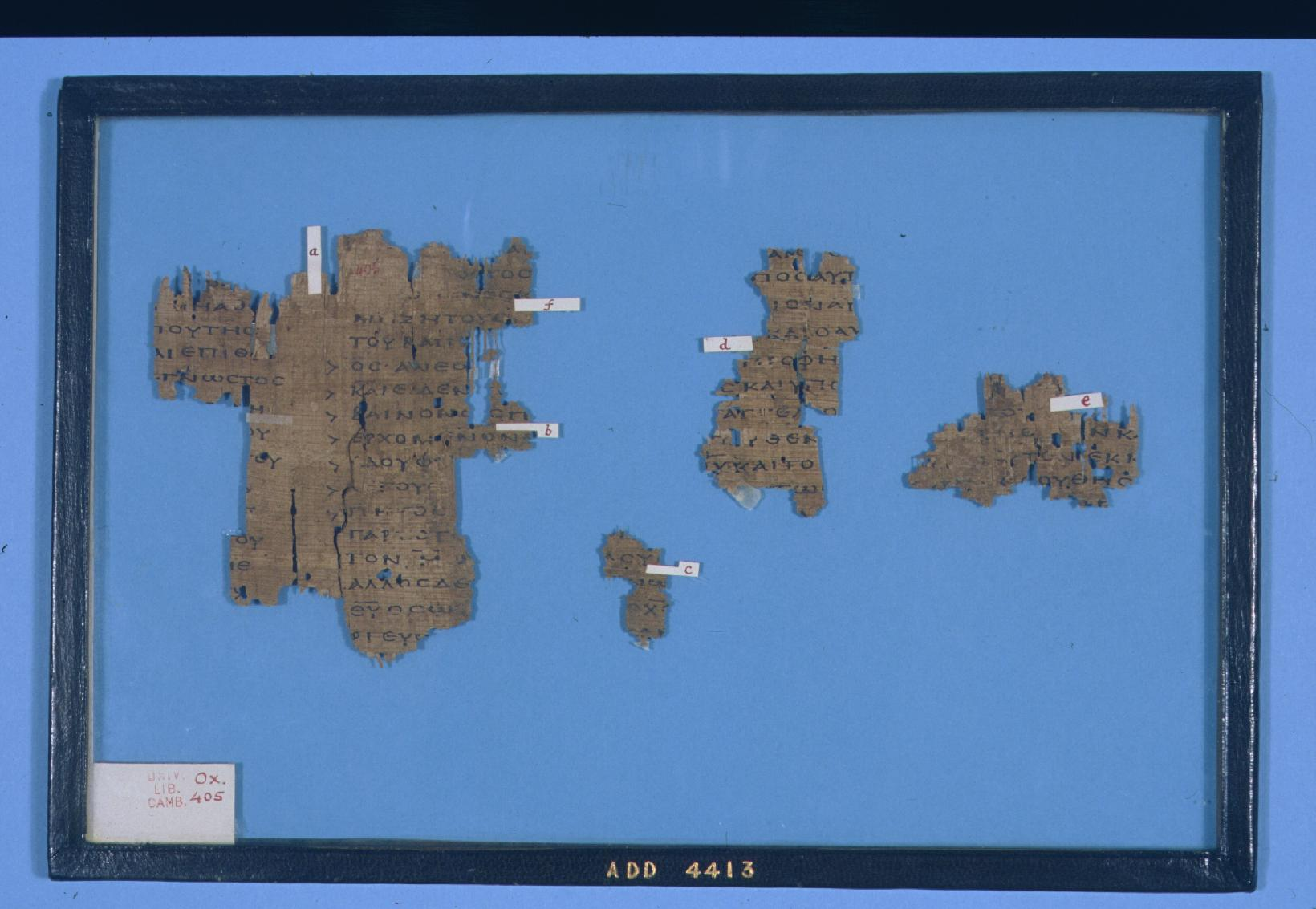
Diplés zur Markierung eines neutestamentlichen Zitats, um 200 (P. Oxyr. III 405)

Im christlichen Raum begegnet die Diple erstmals um 200 zur Auszeichnung eines neutestamentlichen Zitats in einem Exemplar von Irenäus von Lyons Adversus haereses (P. Oxyr. III 405). Die zahlreichen neutestamentlichen Papyri weisen, soweit bekannt, keine Markierungen alttestamentlicher Zitate durch Diples auf. Diese begegnen erstmals in den beiden großen Majuskel-Vollbibeln des 4. Jahrhunderts, den Codices Sinaiticus und Vaticanus. In den Majuskelhandschriften des 5. Jahrhunderts findet sich die Zitatmarkierung ebenfalls, allerdings kommt außer den Diples auch die zweite antike Form der Textmarkierung vor, das Einrücken des Zitats.

> Diple. Hanc scriptores nostri adponunt in libris ecclesiasticorum virorum ad separanda vel [ad] demonstranda testimonia sanctarum Scripturarum.

„> Diple. Diese setzen unsere Schreiber in Büchern von Kirchenleuten ein, um Zeugnisse aus den heiligen Schriften abzugrenzen oder hervorzuheben.“

In mittelalterlichen Handschriften erscheint die Diple seit dem 7. Jahrhundert auch in den Formen V, Y, 7 oder s. 
Beim Kopieren von mit Diple versehenen Texten geschahen oft Fehler, zumal wenn man beim Abschreiben auf die Diple nicht sonderlich achtete, mithin die Zeichen vergessen oder an andere Stellen verschoben wurden.